# Italian Baseball League 2013
L'Italian Baseball League 2013 è stata la 66ª edizione del massimo campionato italiano di baseball, la settima con la denominazione IBL e la quarta con il sistema a franchigie.
Il torneo è iniziato il 5 aprile 2013 e si è concluso il 22 settembre 2013.

## Squadre
- Città di Nettuno
- Enegan Toshiba Grosseto
- Godo Knights
- New Black Panthers Ronchi dei Legionari
- Novara Baseball
- Palfinger Reggio Emilia
- Parma Baseball
- Rimini Baseball
- T&A San Marino
- Unipol Bologna

## Manager
| Club                                    | Manager             |
| --------------------------------------- | ------------------- |
| Città di Nettuno                        | Ruggero Bagialemani |
| Enegan Toshiba Grosseto                 | Danilo Biagioli     |
| Godo Knights                            | Daniele Fuzzi       |
| New Black Panthers Ronchi dei Legionari | Paolo Da Re         |
| Novara Baseball                         | Mike Romano         |
| Palfinger Reggio Emilia                 | Leonel Carriòn      |
| Parma Baseball                          | Gilberto Gerali     |
| Rimini Baseball                         | Chris Catanoso      |
| T&A San Marino                          | Doriano Bindi       |
| Unipol Bologna                          | Marco Nanni         |

## Risultati

### Regular season
| Prima giornata |                     |              |
| 5-6 aprile     |                     | 14-15 giugno |
| 3-6,6-5        | Grosseto - Ronchi   | 1-11, 2-6    |
| 6-3,10-9       | Parma - Nettuno     | 9-3,14-10    |
| 12-1,8-3       | Rimini - Godo       | 11-3, 12-1   |
| 5-4,3-5        | Reggio - San Marino | 1-4, 0-7     |
| 15-3,11-1      | Bologna - Novara    | 1-5, 20-3    |

| Seconda giornata |                       |              |
| 12-13 aprile     |                       | 21-22 giugno |
| 8-3, 3-2         | Nettuno - Reggio      | 5-9, 3-4     |
| 3-2, 5-8         | Parma - Godo          | 11-1, 5-2    |
| 12-2, 11-3       | San Marino - Grosseto | 3-1, 12-1    |
| 11-4, 3-0        | Rimini - Novara       | 7-2, 7-0     |
| 1-11, 1-8        | Ronchi - Bologna      | 3-2, 2-6     |

| Terza giornata |                      |              |
| 19-20 aprile   |                      | 22-23 giugno |
| 4-1, 1-7       | Nettuno - San Marino | 3-10, 7-3    |
| 12-2, 2-3      | Reggio - Godo        | 7-1, 6-5     |
| 4-3, 11-1      | Grosseto - Novara    | 4-5, 0-10    |
| 3-11, 1-5      | Rimini - Bologna     | 3-1, 5-7     |
| 3-2, 11-2      | Parma - Ronchi       | 2-0, 11-7    |

| Quarta giornata |                    |              |
| 26-27 aprile    |                    | 12-13 luglio |
| 1-9, 1-3        | Godo - Nettuno     | 3-13, 1-6    |
| 11-3, 6-1       | San Marino - Parma | 2-4, 1-0     |
| 8-18, 4-7       | Novara - Reggio    | 1-5, 6-8     |
| 12-1, 3-1       | Bologna - Grosseto | 4-1, 9-2     |
| 5-8, 0-8        | Ronchi - Rimini    | 0-6, 0-4     |

| Quinta giornata |                   |              |
| 3-4 maggio      |                   | 19-20 luglio |
| 0-9, 0-4        | Godo - San Marino | 0-9, 0-3     |
| 7-6, 10-0       | Nettuno - Novara  | 9-6, 12-6    |
| 1-2, 8-7        | Reggio - Ronchi   | 6-7, 8-3     |
| 8-2, 14-0       | Rimini - Grosseto | 5-0, 7-1     |
| 1-2, 3-4        | Parma - Bologna   | 5-2, 3-9     |

| Sesta giornata |                     |              |
| 10-11 maggio   |                     | 26-27 luglio |
| 5-3, 5-6       | Novara - San Marino | 1-7, 6-9     |
| 7-8, 8-10      | Grosseto - Godo     | 0-10, 2-5    |
| 2-6, 2-11      | Ronchi - Nettuno    | 2-11, 5-0    |
| 9-4, 5-3       | Rimini - Parma      | 4-5, 9-2     |
| 3-2, 10-0      | Bologna - Reggio    | 8-2, 5-4     |

| Settima giornata |                     |             |
| 17-18 maggio     |                     | 9-10 agosto |
| 4-5, 5-6         | Godo - Novara       | 3-4, 15-2   |
| 8-3, 6-4         | Nettuno - Bologna   | 2-5, 1-5    |
| 1-2, 7-0         | San Marino - Ronchi | 12-3, 10-0  |
| 9-3, 10-2        | Parma - Grosseto    | 6-3, 2-1    |
| 0-5, 0-10        | Reggio - Rimini     | 1-11, 1-10  |

| Ottava giornata |                      |              |
| 24-25 maggio    |                      | 16-17 agosto |
| 13-2, 4-14      | Ronchi - Godo        | 12-2, 3-8    |
| 3-4, 0-6        | Rimini - Nettuno     | 5-1, 6-11    |
| 5-1, 2-5        | Bologna - San Marino | 6-2, 12-11   |
| 5-1, 11-1       | Parma - Novara       | 1-0, 12-2    |
| 3-4, rinv.      | Grosseto - Reggio    | 0-14, 0-2    |

| Nona giornata       |                     |              |
| 31 maggio-1º giugno |                     | 22-23 agosto |
| 7-2, 3-4            | Reggio - Parma      | 2-6, 3-0     |
| 8-21, 3-5           | San Marino - Rimini | 9-8, 4-3     |
| 4-14, 4-10          | Godo - Bologna      | 4-8, 3-10    |
| 4-0, 7-1            | Nettuno - Grosseto  | 10-2, 8-3    |
| 4-0, 4-8            | Novara - Ronchi     | 11-3, 0-9    |

#### Classifica
|     | Classifica regular season 2013 | PG | PV | PP | PCT  | PD   |
| --- | ------------------------------ | -- | -- | -- | ---- | ---- |
| 1.  | Unipol Bologna                 | 36 | 28 | 8  | .777 | 0.0  |
| 2.  | Rimini Baseball                | 36 | 27 | 9  | .750 | 1.0  |
| 3.  | Città di Nettuno               | 36 | 25 | 11 | .694 | 3.0  |
| 4.  | T&A San Marino                 | 36 | 25 | 11 | .694 | 3.0  |
| 5.  | Parma Baseball                 | 36 | 24 | 12 | .666 | 4.0  |
| 6.  | Palfinger Reggio Emilia        | 36 | 18 | 18 | .500 | 10.0 |
| 7.  | NBP Ronchi dei Legionari       | 36 | 12 | 24 | .333 | 16.0 |
| 8.  | Novara Baseball                | 36 | 9  | 27 | .250 | 19.0 |
| 9.  | Godo Knights                   | 36 | 9  | 27 | .250 | 19.0 |
| 10. | Enegan Toshiba Grosseto        | 36 | 3  | 33 | .086 | 25.0 |

### Fase finale

#### Semifinali
|  | Semifinali | Semifinali       | Semifinali       | Semifinali       | Semifinali | Semifinali | Semifinali |  |  | Finale | Finale          | Finale | Finale | Finale | Finale | Finale |  |
|  |            |                  |                  |                  |            |            |            |  |  |        |                 |        |        |        |        |        |  |
|  | 1          | Unipol Bologna   | Unipol Bologna   | 0                | 8          | 3          | 2          |  |  |        |                 |        |        |        |        |        |  |
|  | 4          | T&A San Marino   | T&A San Marino   | 2                | 15         | 1          | 4          |  |  | 4      | T&A San Marino  | 1      | 7      | 4      | 3      | 4      |  |
|  | 2          | Rimini Baseball  | Rimini Baseball  | Rimini Baseball  | 6          | 9          | 5          |  |  | 2      | Rimini Baseball | 4      | 11     | 2      | 0      | 1      |  |
|  | 3          | Città di Nettuno | Città di Nettuno | Città di Nettuno | 3          | 7          | 2          |  |  |        |                 |        |        |        |        |        |  |

Le semifinali, al meglio delle 5 gare, si sono giocate il 30 e 31 agosto, ed il 7 e 8 settembre. La serie di Italian Baseball Series ha avuto luogo il 13, 14, 20, 21 e 22 settembre.

#### Italian Baseball Series
La T&A San Marino conquista il suo quarto scudetto, il terzo di fila. Solo altre due squadre erano riuscite nell'impresa di vincere tre titoli consecutivi: il Nettuno e il Milano. Mai nessuno in una serie al meglio delle 5 partite era riuscito a vincere dopo aver perso le prime due partite.

### Risultati
| Serravalle 13 settembre 2013, ore 20:30 Gara 1                                                                          | T&A San Marino | 1 – 4 (0-0, 1-1, 0-0, 0-0, 0-0, 0-0, 0-0, 0-0, 0-0, 0-0, 0-0, 0-3) referto | Rimini Baseball | Stadio di Serravalle |
| \| \| \| \| \| 6 \| Valide \| 9 \| \| \| Vittoria \| Márquez \| \| Cubillán \| Sconfitta \| \| \| \| Doppi \| Zileri \| |                |                                                                            |                 |                      |
| |                |                                                                            |                 |                      |
| 6 | Valide         | 9                                                                          |                 |                      |
| | Vittoria       | Márquez                                                                    |                 |                      |
| Cubillán | Sconfitta      |                                                                            |                 |                      |
| | Doppi          | Zileri                                                                     |                 |                      |

| Serravalle 14 settembre 2013, ore 20:30 Gara 2 | T&A San Marino | 7 – 11 (0-3, 0-0, 0-0, 4-1, 0-0, 0-0, 2-3, 0-0, 1-4) referto | Rimini Baseball | Stadio di Serravalle |
| \| \| \| \| \| 12 \| Valide \| 14 \| \| 2 \| Errori \| 1 \| \| \| Vittoria \| Patrone \| \| Tiago da Silva \| Sconfitta \| \| \| Mazzuca \| Doppi \| Chiarini, Gómez, Spinelli \| \| \| Tripli \| Castro, Chiarini \| \| Reginato (al 7º da 1 punto) \| Fuoricampo \| \| |                |                                                              |                 |                      |
| |                |                                                              |                 |                      |
| 12 | Valide         | 14                                                           |                 |                      |
| 2 | Errori         | 1                                                            |                 |                      |
| | Vittoria       | Patrone                                                      |                 |                      |
| Tiago da Silva | Sconfitta      |                                                              |                 |                      |
| Mazzuca | Doppi          | Chiarini, Gómez, Spinelli                                    |                 |                      |
| | Tripli         | Castro, Chiarini                                             |                 |                      |
| Reginato (al 7º da 1 punto) | Fuoricampo     |                                                              |                 |                      |

| Rimini 20 settembre 2013, ore 21:00 Gara 3 | Rimini Baseball | 2 – 4 (0-0, 0-0, 0-0, 1-0, 0-0, 0-4, 0-0, 1-0, 0-0) referto | T&A San Marino | Stadio dei Pirati (2000 spett.) |
| \| \| \| \| \| 6 \| Valide \| 6 \| \| \| Vittoria \| Magrane \| \| Bazardo \| Sconfitta \| \| \| Vasquez, Duran \| Doppi \| Bertagnon (2) \| \| Romero (da 1 punto al 4°) \| Fuoricampo \| Ramos (da 3 punti al 6°) \| |                 |                                                             |                |                                 |
| |                 |                                                             |                |                                 |
| 6 | Valide          | 6                                                           |                |                                 |
| | Vittoria        | Magrane                                                     |                |                                 |
| Bazardo | Sconfitta       |                                                             |                |                                 |
| Vasquez, Duran | Doppi           | Bertagnon (2)                                               |                |                                 |
| Romero (da 1 punto al 4°) | Fuoricampo      | Ramos (da 3 punti al 6°)                                    |                |                                 |

| Rimini 21 settembre 2013, ore 21:00 Gara 4 | Rimini Baseball | 0 – 3 (0-0, 0-2, 0-0, 0-0, 0-0, 0-0, 0-0, 0-0, 0-0, 0-1, 0-0) referto | T&A San Marino | Stadio dei Pirati (1800 spett.) |
| \| \| \| \| \| 6 \| Valide \| 4 \| \| \| Vittoria \| Tiago da Silva \| \| Corradini \| Sconfitta \| \| \| Mazzuca (2) \| Doppi \| Bertagnon \| |                 |                                                                       |                |                                 |
| |                 |                                                                       |                |                                 |
| 6 | Valide          | 4                                                                     |                |                                 |
| | Vittoria        | Tiago da Silva                                                        |                |                                 |
| Corradini | Sconfitta       |                                                                       |                |                                 |
| Mazzuca (2) | Doppi           | Bertagnon                                                             |                |                                 |

| Rimini 22 settembre 2013, ore 21:00 Gara 5 | Rimini Baseball | 1 – 4 (0-0, 0-1, 0-0, 0-0, 0-0, 0-1, 0-0, 0-0, 1-2) referto | T&A San Marino | Stadio dei Pirati (1500 spett.) |
| \| \| \| \| \| 5 \| Valide \| 9 \| \| \| Errori \| 1 \| \| \| Vittoria \| Magrane \| \| Márquez \| Sconfitta \| \| \| \| Doppi \| Duran, Reginato \| \| \| Fuoricampo \| Mazzuca \| |                 |                                                             |                |                                 |
| |                 |                                                             |                |                                 |
| 5 | Valide          | 9                                                           |                |                                 |
| | Errori          | 1                                                           |                |                                 |
| | Vittoria        | Magrane                                                     |                |                                 |
| Márquez | Sconfitta       |                                                             |                |                                 |
| | Doppi           | Duran, Reginato                                             |                |                                 |
| | Fuoricampo      | Mazzuca                                                     |                |                                 |

## Verdetti
- Campione d'Italia:   T&A San Marino
- In finale di Coppa Italia  Rimini Baseball